# 萨克森之鉴
萨克森之鉴（德語：Sachsenspiegel），又翻译为萨克森明镜，是中世纪神圣罗马帝国最重要的习惯法法典，大约于1220年至1235年编纂，其法律效力在部分地方如图林根一直持续至1900年，对德国法律有深远影响。该法典的另一特色是采用当时中古低地德语编写而非采用通行的拉丁语。虽然另有拉丁语版，但只有部分内容得以保留。在普鲁士，其效力于1794年由《普鲁士一般邦法》代替。